# Hellenowie (plemię)
Hellenowie – starożytne plemię żyjące w południowej Tesalii (Ftiotyda). 
Według Marmor Parium, po koronacji Hellena lud zamieszkujący Ftiotydę został nazwany Hellenami po jego imieniu. Od protoplasty pochodzi również własna nazwa wszystkich Greków – Hellenowie oraz Grecji – Hellada. Nazwa ta występuje u Homera tylko w odniesieniu do tesalskiego plemienia. Wszystkich Greków Homer nazywał Achajami, Danajami lub Argiwami. Słowa  ῾Ελλάς i ῾Έλληνοι (współcześnie Ελλάδα i Έλληνες) upowszechniły się stopniowo dopiero we wczesnym okresie klasycznym – najpierw na oznacznie całości Tesalii, dopiero następnie na oznaczenie całej Grecji, pod wpływem mitu o powrocie Heraklidów. 